# Sillago intermedius
Sillago intermedius là một loài cá sống ven biển thuộc họ Sillaginidae. Loài này phân bố từ bờ biển tây của Ấn Độ đến vịnh Thái Lan ở phía đông, chúng sinh sống ở nền bùn nước nông. Được xác định lần đầu vào năm 1977 từ mầu vật tìm ra ở chợ cá, loài này đã ít được nghiên cứu về sinh học và thường bị nhầm với Sillago sihama hoặc Sillago maculata. Loài này thường được đánh bắt và bán ở chợ.